# Tiểu hoa Trung Bộ
Tiểu hoa Trung Bộ hay cà đuối Trung Bộ (danh pháp: Dehaasia annamensis) là loài thực vật có hoa trong họ Nguyệt quế. Loài này được Kosterm. miêu tả khoa học đầu tiên năm 1973.